# Рюкюская лягушка
Рюкюская лягушка (лат. Odorrana narina) — вид земноводных из семейства настоящих лягушек. Эндемик Восточной Азии: Китай, Тайвань, Япония. Встречаются в тропических и субтропических лесах и речках. Длина самцов от 48 до 53 мм, самок от 66 до 74 мм. Размножаются в период с декабря по март. Вид O. narina был впервые описан в 1901 году американским зоологом Леонардом Штейнегером (Leonhard Hess Stejneger; 1851—1943) под первоначальным названием Rana narina Stejneger, 1901. Близок к видам Odorrana amamiensis, Odorrana supranarina и Odorrana utsunomiyaorum.